# Maciej Kozłowski
Pour les articles homonymes, voir Kozłowski.
Maciej (Marian) Kozłowski est un acteur de théâtre, de cinéma et de télévision polonais, né le 8 septembre 1957 à Kargowa et mort le 11 mai 2010 à Varsovie.

## Biographie
En 1984, Maciej Kozłowski est diplômé de l'École nationale de cinéma de Łódź. Depuis 1983, il se produit sur scène du Nouveau théâtre de Poznań (Teatr Nowy w Poznańiu), puis en 1997, devient acteur du Théâtre national de Varsovie. il fait ses débuts devant la caméra dans un épisode de la série télévisée Królowa Bona en 1980, mais son rôle le plus connu est celui de Waldemar Jaroszy dans M jak miłość qu'il incarnera de 2002 jusqu'en 2010. Au cinéma, il joue à partir de 1983, entre autres sous la direction de Juliusz Machulski, Władysław Pasikowski, Marek Koterski.
En 2005, Kozlowski découvre qu'il est infecté par le virus de l'hépatite C. Mort d'un cancer du foie dans la nuit du 10 au 11 mai 2010 à l'hôpital de Varsovie, il est enterré au cimetière militaire de Powazki.
Par ailleurs, l'acteur s'impliquait dans la protection des chiens errants et maltraités, avec sa femme Agnieszka Kowalska, qui après sa mort crée une fondation Pan i Pani Pies [Monsieur et Madame Chien].

## Filmographie
au cinéma
- 1984 : La Traque (Wedle wyroków twoich...) de Jerzy Hoffman
- 1986 : Le Journal intime d'un pécheur de Wojciech Has :  l'étranger
- 1987 : Kingsajz de Juliusz Machulski : Was, agent secret
- 1991 : L’Évasion du cinéma Liberté (Ucieczka z kina „Wolność”) de Wojciech Marczewski : acteur américain
- 1993 : La liste de Schindler de Steven Spielberg :  garde SS
- 1995 : Jönssonligans största kupp de Hans Åke Gabrielsson : Ritzie
- 1999 : Ogniem i Mieczem de Jerzy Hoffman : Maxym Kryvonis
- 2000 : C'est moi, le voleur de Jacek Bromski : Maks
- 2003 : Une vieille fable. Quand le soleil était un dieu : Smerda

à la télévision
- 2002-2010 : M jak miłość, série télévisée : Waldemar Jaroszy

## Récompenses et distinctions
- Croix d'argent du Mérite (Krzyż Zasługi) - 2005